# Pallavolo Villanterio 2010-2011
Questa voce raccoglie le informazioni riguardanti la Pallavolo Villanterio nelle competizioni ufficiali della stagione 2010-2011.

## Organigramma societario
Area direttiva
- Presidente: Alessandro Moda

Area tecnica
- Allenatore: Mauro Fresa (fino al 7 gennaio 2011), Diego Cervone (dall'8 gennaio al 15 gennaio 2011) Gianfranco Milano (dal 15 gennaio 2011)
- Allenatore in seconda: Diego Cervone
- Assistente allenatore: Maurizio Baraldo (fino al 4 gennaio 2011)
- Addetto statistiche: Gianpietro Capoferri

Area sanitaria
- Medico: Gianluigi Poma
- Fisioterapista: Massimo Nascimbene
- Preparatore atletico: Pietro Farina

## Rosa
| N° | Nome                | Ruolo | Data di nascita  | Nazionalità sportiva |
| -- | ------------------- | ----- | ---------------- | -------------------- |
| 2  | Barbara Bacciottini | P     | 28 luglio 1994   | Italia               |
| 3  | Maiko Kanō          | S     | 5 luglio 1988    | Giappone             |
| 5  | Rossana Spinato     | P     | 21 agosto 1977   | Italia               |
| 6  | Jessenia Uceda      | S     | 14 agosto 1981   | Perù                 |
| 7  | Duygu Bal           | C     | 25 marzo 1987    | Turchia              |
| 8  | Alessia Mastrilli   | L     | 20 febbraio 1991 | Italia               |
| 9  | Oneida González     | O     | 3 giugno 1981    | Venezuela            |
| 9  | Blair Brown         | O     | 5 marzo 1988     | Stati Uniti          |
| 10 | Valentina Biccheri  | O     | 7 maggio 1991    | Italia               |
| 11 | Laura Frigo         | C     | 26 ottobre 1990  | Italia               |
| 12 | Stefania Corna      | P     | 5 novembre 1990  | Italia               |
| 13 | Celeste Poma        | L     | 10 novembre 1991 | Italia               |
| 14 | Sara Caroli         | C     | 16 febbraio 1979 | Italia               |
| 15 | Marina Cvetanović   | S     | 14 febbraio 1986 | Slovenia             |
| 17 | Elena Fronza        | C     | 27 aprile 1992   | Italia               |